# 49 Pułk Piechoty (LWP)
49 pułk piechoty (49 pp) – oddział piechoty ludowego Wojska Polskiego.
Pułk sformowany został w 1945, w Koronowie, w oparciu o etat wojenny sowieckiego pułku strzeleckiego. Wchodził w skład 14 Dywizji Piechoty. Stacjonował w Koronowie, a następnie we Włodawie i Wałczu.

## Formowanie i zmiany organizacyjne
Pułk sformowano na podstawie rozkazu naczelnego dowódcy WP nr 58/org. z 15 marca 1945 w ramach koncepcji tworzenia 3 Armii WP i tworzonych wówczas 13 i 14 Dywizji Piechoty. Po dokładniejszej ocenie możliwości organizacyjnych, w końcu zamiar ten ograniczono do utworzenia trzech dywizji odwodu Naczelnego Dowództwa (13, 14, 15 DP). Tak więc 49 pp formował się w ramach 14 Dywizji Piechoty, która początkowo podlegała Dowództwu Morskiego Okręgu Wojskowego (DOW – II), a od 27 września przeszła w skład DOW – III „Poznań”. Formowanie pułku miano zakończyć do 1 lipca 1945. Na miejsce formowania wyznaczono Koronowo. Faktycznie zadanie formowania jednostek 14 DP wykonano do 8 czerwca i dowódca dywizji rozkazem nr 0017 potwierdził wykonanie rozkazu Naczelnego Dowódcy. 10 czerwca zakończono okres formowania 49 pp i przystąpiono do programowego szkolenia. Na dzień święta pułku wyznaczono 24 czerwca.
W 1957 przeformowano pułk w jednostkę zmechanizowaną

## Szkolenie i działania pułku
Po rozpoczęciu szkolenia, w połowie czerwca 1945 najlepiej zapowiadających się żołnierzy wytypowano do Dywizyjnej Szkoły Podoficerskiej i skierowano ich do Bydgoszczy. Z okazji dnia święta pułku odbyła się w Koronowie defilada wszystkich pododdziałów, która na zebranych wywarła ogromne wrażenie. Dowódca dywizji płk Józef Solecki za bardzo dobre wyszkolenie liniowe pułku i wzorową postawę żołnierzy podczas defilady udzielił pochwały: dowódcy pułku, szefowi sztabu (kpt. Aleksy Mozdgo) i zcy dcy ds liniowych (mjr Paweł Orłow). W dniach 7 – 13 lipca 1945 alarmem pułk wykonywał marsz na odległość 200 – 250 km w okolice Lidzbarka z zadaniem wykonania w najbardziej wysuniętym na północny wschód rejonie kraju akcji żniwno – osiedleńczej. W marszu pomimo krańcowego przemęczenia żołnierzy, w każdym z mijanych miast odbywały się defilady. Na dźwięk orkiestry przeistaczały się wszystkie sylwetki, a dziarska postawa wojska robiła duże wrażenie na społeczeństwie. W ramach walki o chleb żołnierze pułku zagospodarowali plony z ponad 13 tys. hektarów. 19 września, po zakończeniu akcji żniwnej, na miejsce stałego pobytu 49 pp wyznaczono Chełmno Pomorskie. 3 października pułk otrzymał rozkaz maszerować ponad 190 km i do 8 października osiągnąć Chełmno Pomorskie, gdzie miał rozpocząć pokojowe szkolenie w garnizonowych warunkach. 28 października 1945 w Bydgoszczy pułkowi został wręczony sztandar, a wszyscy żołnierze uroczyście złożyli przysięgę wojskową. Następnie w okresie do 1 listopada pułk przeszedł na etat pokojowy. W ramach zmian personalnych pułku, część żołnierzy zwolniono do rezerwy, większość nadwyżek skierowano do formujących się Wojsk Ochrony Pogranicza. Stan etatowy zmniejszył się z około 2500 do 1300 żołnierzy.

## Dowódcy pułku
- płk Robert Satanowski (1945–46)
- ppłk Wacław Zwierzański (1946–48)
- mjr Aleksander Szczesin (1948)
- płk Jan Piróg (1948–49)
- ppłk Jan Szwedyk (1949–52)
- płk Wawrzyniec Boczan (1952–57)

## Skład etatowy
dowództwo i sztab
- 3 bataliony piechoty

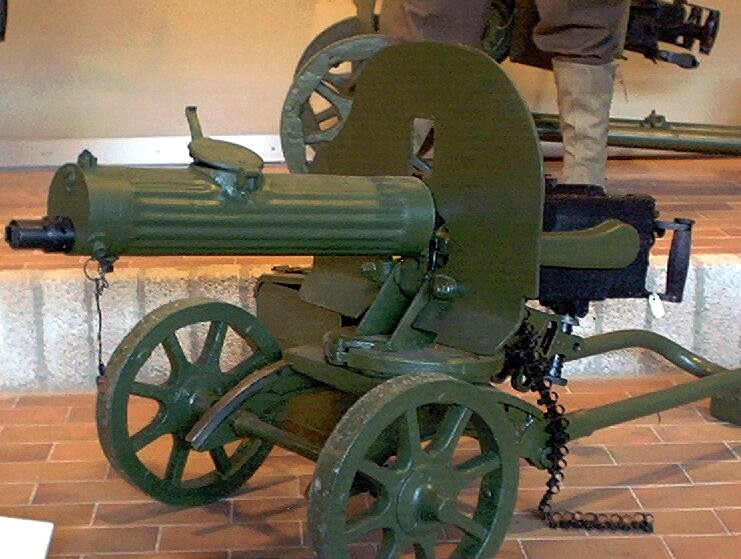
Maxim – podstawowy ckm pułku

- kompanie: dwie fizylierów, przeciwpancerna, rusznic ppanc, łączności, sanitarna, transportowa
- baterie: działek 45 mm, dział 76 mm, moździerzy 120 mm
- plutony: zwiadu konnego, zwiadu pieszego, saperów, obrony pchem, żandarmerii

Etatowo stan pułku wynosił:
żołnierzy 2915 (w tym oficerów – 276, podoficerów 872, szeregowców – 1765).
Sprzęt:
162 rkm, 54 ckm, 66 rusznic ppanc, 12 armat ppanc 45 mm, 4 armaty 76 mm, 18 moździerzy 50 mm, 27 moździerzy 82 mm, 8 moździerzy 120 mm